# 沈德潜
沈德潛（1673年—1769年），字碻士，號歸愚，江南蘇州府長洲縣人，清朝前期詩人，乾隆年間官至內閣學士兼禮部侍郎。

## 生平
沈德潛少年即以詩文聞名，但屢試不中，以六十六歲高齡中乾隆三年（1738年）戊午科舉人，四年（1739年）己未科二甲第八名進士。選翰林院庶吉士，散館授編修，八年（1743年）一年之內連升五級，三月擢左春坊左中允，五月升翰林院侍讀，六月升左春坊左庶子，九月升翰林院侍講學士，兼日講起居注官，九年（1744年）六月升詹事府少詹事，十年（1745年）五月升詹事府詹事，十一年（1746年）三月任內閣學士，十二年（1747年）升禮部侍郎，十四年（1749年）致仕，袁枚羨慕說：“沈歸愚尚書，晚年受上知遇之隆，從古詩人所未有。”十六年（1751年）獲賜御詩，其中有句云：“我愛德潛德，淳風挹古福。”刑部左侍郎錢陳群在旁唱和曰：“帝愛德潛德，我羨歸愚歸。”
可惜好景不長，沈德潛晚年編了一部《國朝詩別裁集》（即《清詩別裁集》），書中居然將錢謙益列為集中之首，乾隆帝閱後大怒，因錢謙益被乾隆帝欽定為貳臣，乾隆帝在序文中痛加訓斥，說沈德潛“老而耄荒”，竟做出“非宿昔言詩之道”之舉，諭令南書房諸臣刪改重新鋟板以刊行。年邁的沈德潛惴惴不安，乾隆三十四年（1769年）卒，終年九十七歲，追贈太子太師，諡文愨，入祀賢良祠。沈德潛死後，乾隆帝仍派兩江總督高晉搜查沈家有否收藏錢氏的著作，還將沈德潛家中收藏的歷來御賜物件全部收繳。乾隆四十三年（1778年），徐述夔詩案爆發，舉人徐述夔所著《一柱樓詩集》詩詞被告發有悖逆朝廷之語，沈德潛生前曾為徐述夔寫傳，稱讚徐述夔的“品行文章皆可為法”，終被株連。乾隆帝下令大學士九卿議，“奪德潛贈官，罷祠削諡，仆其墓碑。”

## 著作

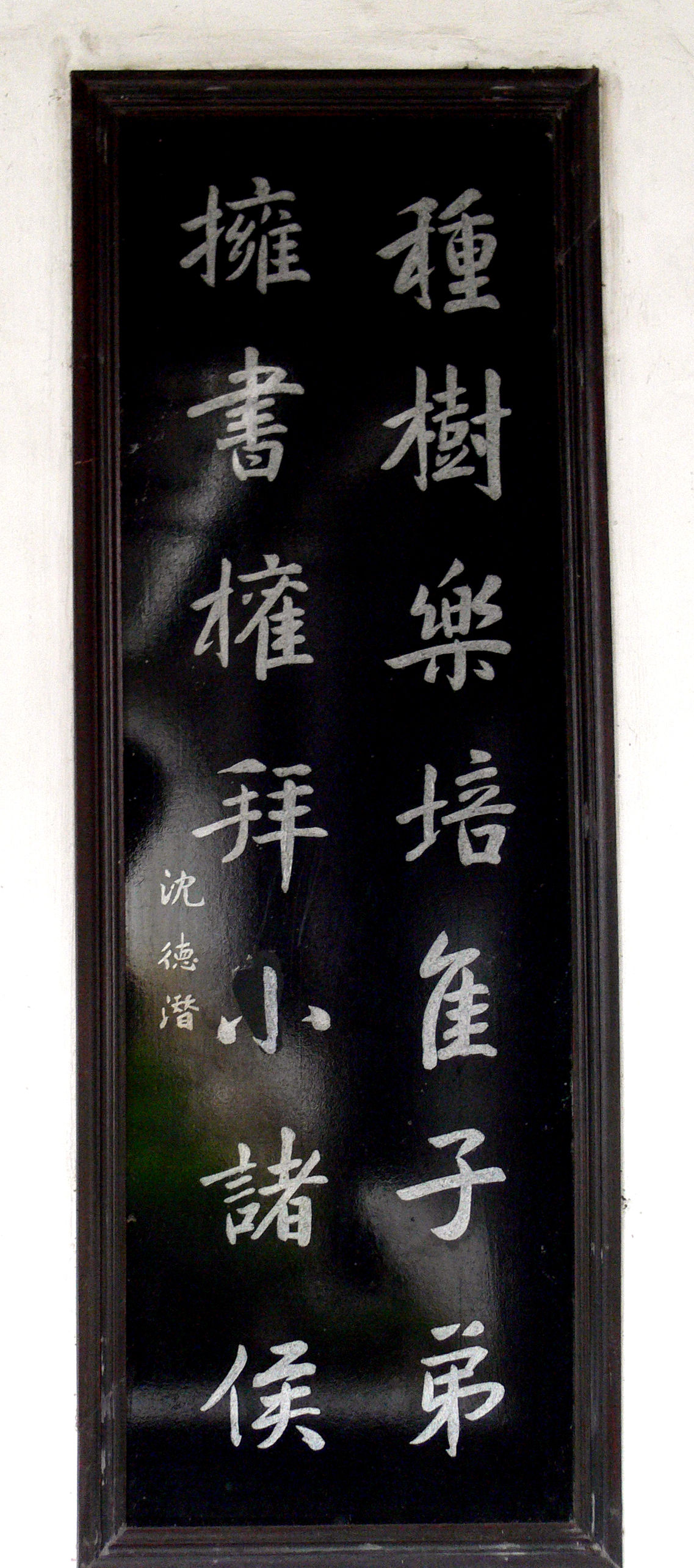
木渎镇羡园沈德潜手书对联

沈德潜是清朝著名诗人，在诗歌理论方面主张格调说，反对钱谦益之后的重视宋元诗的风潮，也与袁枚的性灵说相对立。他在《唐诗别裁集序》中提出“既审其宗旨，复观其体裁，徐讽其音节。未尝立异，不求苟同，大约去淫滥以归雅正，于古人所云‘微而婉，和而庄’者，庶几一合焉。”编有《唐宋八家文读本》，另外他所编辑的隋代以前古诗选集《古诗源》。除《古詩源》外，還編有《唐詩別裁集》、《明詩別裁集》、《清詩別裁集》等。唐詩選集《唐詩別裁》、唐明清诗选集《国朝诗别裁集》代表了他的诗歌创作观念，广受欢迎。
沈德潜诗作现存2300多首。有《沈归愚诗文全集》（乾隆刻本），包括：
- 自订《年谱》1卷
- 《归愚诗钞》14卷（清高宗乾隆帝御赐序）
- 《归愚诗钞馀集》6卷
- 《竹啸轩诗钞》18卷
- 《矢音集》4卷
- 《黄山游草》1卷
- 《归愚文钞》12卷
- 《归愚文续》12卷
- 《说诗晬语》2卷
- 《浙江省通志图说》1卷
- 《南巡诗》1卷

### 引文
1. 1 2  沈德潛 選. . . 中國古典文學基本叢書 第2版. 北京: 中華書局. 2006.
2. ↑  《词林辑略·卷四》
3. ↑  .  (PDF).
4. ↑  .   [2019-02-22]. （原始内容存档于2019-02-23）.

### 書目
- 《沈歸愚自訂年譜》
- 《清史稿》卷305·列傳九十二